# Голям Гаргалък
 Голям Гаргалък (на румънски: Corbu de sus) е бивше село в окръг Кюстенджа (Констанца), Северна Добруджа, Румъния на 25-30 km южно от Кюстенджа. В 1968 г. е обединено със село Малък Гаргалък в едно селище (Corbu).

## История
След създаването на Българската екзархия в 1870 година, българите от Гагралък молят Тулчанската българска община да им съдейства, за да бъдат приети под върховенството на Екзархията и да им се пратят български свещеници.
Според данни в пресата през 1917 година жители на Голям и Малък Гаргалък отправят писмо до министър-председателя на Царство България Теодор Теодоров, в което писмено изказват своето негодувание срещу опитите да се представи техния край като населен с небългарско мнозиство.
През юни 1929 година в селото живеят и имат собствено кафене колонисти македонци. До октомври 1940 година Малък Гаргалък е преобладаващо българско село, което има свой възрожденски храм, българско училище и община. Българското население е депортирано в България след подписването през септември 1940 година Крайовската спогодба. Голяма част от жителите му се заселват в село Черна Добричко.

## Личности
- Петър Калинков (деен около 1900 г.) - земеделец, касиер на БЗНС в Балчик.[4]